# Ingvar Rimshult
Ingvar Rimshult, född den 6 augusti 1948, är grundare av teaterkollektivet Teater Arken och är konstnärlig ledare för Teaterkontoret i Helsingborg. Han är verksam som pedagog, regissör och författare av scendramatik. Ingvar är dessutom verksamhetschef för linjeblock Existens på Sundsgårdens folkhögskola i Helsingborg. Rimshult har under ett flertal år samarbetat med scen- och radiodramatikern Evan Storm samt med Lars Collmar, TV-präst känd från ZTV-serien En präst i natten. Under 1980-talet satte han tillsammans med Evan Storm upp musikalen Häxan och lejonet, vilken var baserad på C.S. Lewis roman med samma namn.